# Bruce Johnston
Bruce Arthur Johnston (nascido Benjamin Baldwin; Peoria, 27 de junho, 1942) é um compositor e músico americano, membro da banda The Beach Boys. Recebeu o Grammy Award para canção do ano pela música "I Write the Songs", em 1977.
Bruce não era um dos membros originais do The Beach Boys. Ele se juntou à banda em 9 de abril de 1965 depois da saída Glen Campbell (que substituia no palco Brian Wilson).

## Discografia

### The Beach Boys
- Summer Days (And Summer Nights!!) (1965)
- Beach Boys' Party! (1965)
- Pet Sounds (1966)
- Smiley Smile (1967)
- Wild Honey (1967)
- Friends (1968)
- 20/20 (1969)
- Sunflower (1970)
- Surf's Up (1971)
- L.A. (Light Album) (1979)
- Keepin' the Summer Alive (1980)
- The Beach Boys (1985)
- Still Cruisin' (1989)
- Summer in Paradise (1992)
- Stars and Stripes Vol. 1 (1996)
- That's Why God Made the Radio (2012)

### Carreira solo
- Surfers' Pajama Party (1962)
- Surfin' Round the World (1963)
- Going Public (1977)

### Parceria com Mike Love
- Unleash the Love (2017)
- Reason for the Season (2018)